# Unguri
Unguri è un comune della Moldavia situato nel distretto di Ocnița di 1.476 abitanti al censimento del 2004